# Mas kimura
Mas Kimura (マス キムラ、本名:木村 雅史　1984年7月16日- )
海外で活躍する日本人ミュージシャン。

## 概要
Pug Jelly, オルタネイティブ・パンクバンド『Saw Loser』, Nothing To Declare, Dirt Radicals等といったバンドの一員として、MTV・ Channel Vを始めとする数多くのメディアで幅広く活躍している。
Blondie, Sum41, Simple Plan, Fall Out Boy, Avril Lavigneを始めとする数多くのアーティストとも共演した。2007年にはUniversal Internationalから日本デビューも果たし、国内ツアーやサマソニ、ポップカーニバルといったフェスにも参加している。 
ESP Guitars Japanのアーティストとして、スタジオミュージシャン/セッションミュージシャンとしても活動しており2009年からはシンガポールを代表するバンド、Electrico（en:Electrico）の専属セッショニストとしてライブやツアーにも出演している。
2005年の夏、自身がフロントマンとして立ち上げたバンド『Nothing To Declare』とPug Jellyのメンバーで組んだ新バンドDirt Radicalsは現在も活動中。

## アルバム
Pug Jelly
- 『Pug Jelly』 2003年10月リリース
- 『Motivation For Getting Up In The Morning』 2004年7月リリース

Saw Loser
- 『Saw Loser Ep』 2007年7月リリース
- 『Long Distance Phone Calls』 2007年1月リリース
- 『ソウ・ルーザー』 (日本版) 2007年7月リリース

Nothing To Declare
- 『Nothing To Declare Ep』 2007年10月リリース